# 獅子の座
『獅子の座』（ししのざ）は、1953年に公開された伊藤大輔監督の日本映画。
能楽師の家に生まれた俳人松本たかしの伝記小説『初神鳴』(1948年)が原作。
松本の師であった、若き日の十六世宝生九郎（宝生九郎知栄(1837年 - 1917年)、幼名石之助）を主人公とした作品。
宝生石之助は、子役の加藤雅彦（津川雅彦）が演じた。十七世宝生九郎と長男の宝生英雄が能楽指導をしている。

## スタッフ
以下のスタッフ名は特に記載がない限りKINENOTEに従った。
- 監督 - 伊藤大輔
- 企画 - 亀田耕司
- 脚本 - 伊藤大輔、田中澄江
- 原作 - 松本たかし 小説『初神鳴』
- 撮影 - 石本秀雄
- 音楽 - 団伊玖磨
- 美術 - 伊藤憙朔
- 録音 - 奥村雅弘
- 照明 - 加藤庄之丞
- 編集 - 宮本信太郎[2]
- 能楽指導 - 十七世 宝生九郎、宝生英雄
- 風俗考証 - 甲斐荘楠音

## キャスト
- 長谷川一夫 - 宝生彌五郎 [1]
- 田中絹代 - 妻 久 [3]
- 堀雄二 - 幾太郎 [1]
- 岸惠子 - お染 [3]
- 大矢市次郎 - 幾右衛門 [1]
- 伊志井寛 - 与兵衛 [1]
- 東山千栄子 - きの [1]
- 浦辺粂子 - かよ [1]
- 加藤雅彦（津川雅彦） - 宝生石之助 [3]
- 水村国臣 - 宝生重次郎 [3]
- 打田典子 - お妙 [3]
- 荒木忍 - 将軍 家慶 [1]
- 尾上栄五郎 - 松太郎 [3]
- 天野一郎 - 小三治 [2]
- 近衛敏明 - 金兵衛 [1]
- 上田寛 - 仙次 [3]
- 伊達三郎 - 栄蔵 [3]
- 横山文彦 - 相政 [3]
- 藤川準 - 三吉 [3]
- 玉置一恵 - 喜十 [2]
- 堀北幸夫 - 露木 [2]
- 岩田正 - 猪之 [2]
- 菊野昌代志 - 友之亟 [2]
- 越川一 - 音松 [2]
- 志賀明 - 丈吉 [2]
- 武田徳倫 - 梅雪 [2]
- 大浪東吾 - 辨吉 [2]
- 大國八郎 - 五八 [2]
- 舟上爽 - 佐助 [2]
- 大美輝子 - お銀 [3]
- 橘公子 - お繁 [1]
- 高原朝子 - つや [2]
- 柳惠美子 - お友 [2]
- 相馬幸子 - お由 [2]
- 三田登喜子 - その [3]